# Municipio de Aubry
El municipio de Aubry (en inglés: Aubry Township) es un municipio ubicado en el condado de Johnson en el estado estadounidense de Kansas. En el año 2010 tenía una población de 4204 habitantes y una densidad poblacional de 48,08 personas por km².

## Geografía
El municipio de Aubry se encuentra ubicado en las coordenadas 38°45′35″N 94°42′49″O / 38.75972, -94.71361. Según la Oficina del Censo de los Estados Unidos, el municipio tiene una superficie total de 87.45 km², de la cual 86,32 km² corresponden a tierra firme y (1,29 %) 1,13 km² es agua.

## Demografía
Según el censo de 2010, había 4204 personas residiendo en el municipio de Aubry. La densidad de población era de 48,08 hab./km². De los 4204 habitantes, el municipio de Aubry estaba compuesto por el 96,1 % blancos, el 0,62 % eran afroamericanos, el 0,17 % eran amerindios, el 0,88 % eran asiáticos, el 0,98 % eran de otras razas y el 1,26 % eran de una mezcla de razas. Del total de la población el 4,14 % eran hispanos o latinos de cualquier raza.